# نووسلسکویه
نووسلسکویه (به لاتین: Novoselskoye) یک منطقهٔ مسکونی در روسیه است که در سرزمین آلتای واقع شده‌است.